# كرايغ ريتر
كرايغ ريتر (بالإنجليزية: Craig Ritter)‏ هو لاعب كرة قدم أمريكية أمريكي، ولد في 10 نوفمبر 1970 في Anaheim Hills ‏ في الولايات المتحدة.